# Spargania incommodata
Spargania incommodata là một loài bướm đêm trong họ Geometridae.